# Plocama trichophylla
Plocama trichophylla là một loài thực vật có hoa trong họ Thiến thảo. Loài này được (Popov) M.Backlund & Thulin mô tả khoa học đầu tiên năm 2007.